# 다윗의 별

다윗의 별

다윗의 별이란 ‘다윗 왕의 방패’라는 뜻을 가진 히브리어 Magen David에서 비롯되었으며, 유대인 그리고 유대교를 상징하는 표식이다. 다윗 왕의 아들 솔로몬 왕은 이스라엘과 유대를 통합한 후 다윗의 별을 유대 왕의 문장으로 삼았다고 전해지며, 때문에 다윗의 별은 오늘날 이스라엘 국기에 조상의 얼을 기리기 위해서 그려져 있다.

## 다윗의 별의 유래
일부 유대 출처에 의하면 다윗의 별은 숫자 7을 중시한다고 주장한다. 여섯 모와 중심을 합하면 일곱이 되기 때문이다. 이것을 언급한 가장 오래된 유대 글은 카라이인 Judah Hadassi이 쓴 Eshkol Ha-Kofer이다. 12세기에 쓰인 이 글은 이렇게 말한다.
"일곱 천사들의 이름은 메즈나의 앞에 있다: 미카엘, 가브리엘 등등...비슷하게 "다윗의 별" 이라고 불리는 싸인은 천사 각각 이름 옆에 위치되어있다."
숫자 7은 유대교에 중대한 의미가 있다. 하나님의 일곱 령, 메노라 등등에 드러난다.

## 다윗의 별과 유대인의 수난

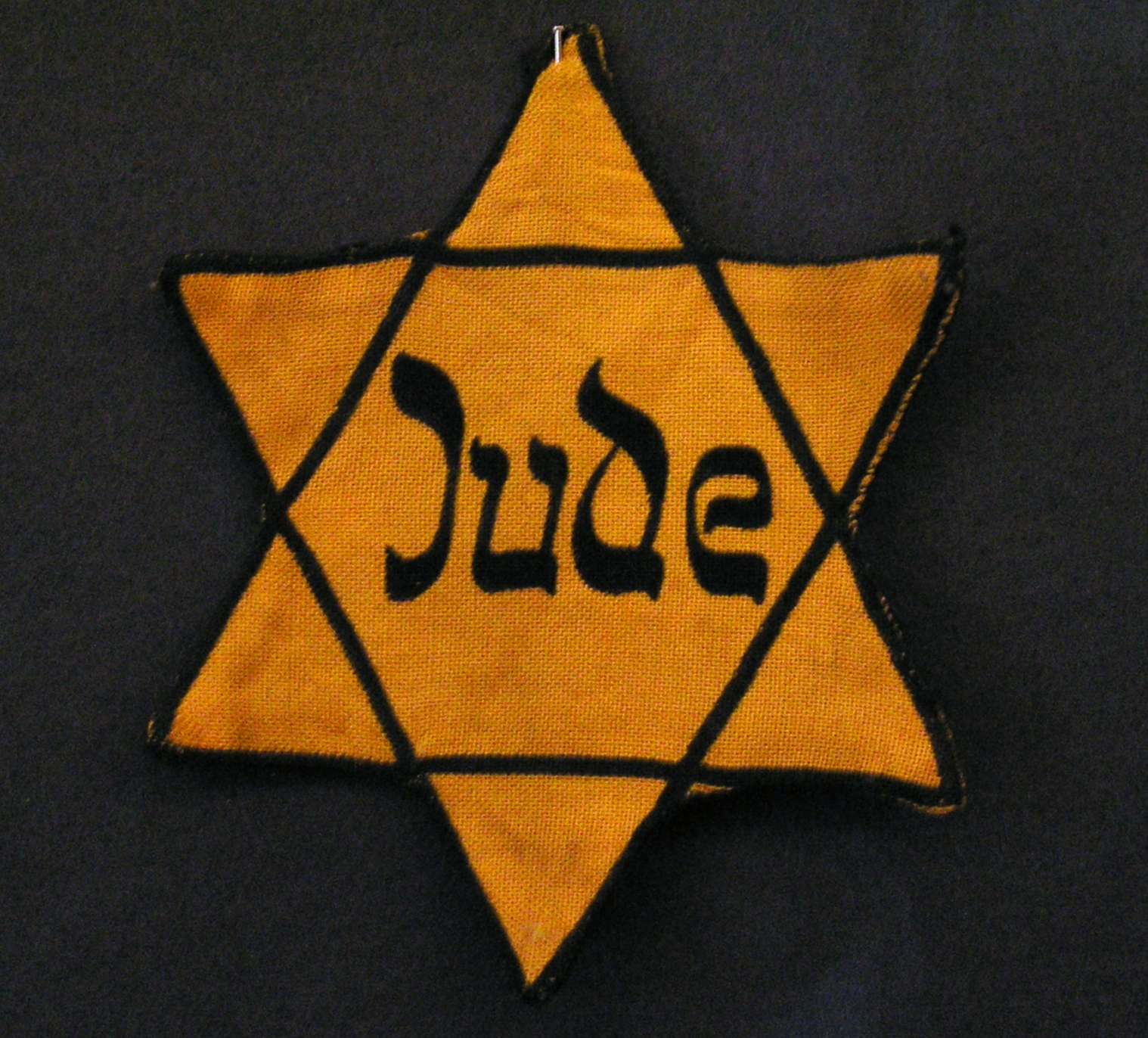
이 노란색 배지는 나치 독일에서 유대인들을 격리하기 위해 사용되었다.

나치 독일은 유대인들을 사회로부터 격리시키기 위해서, 두가지 정책을 실시했다. 하나는 미국에서 인디언들을 인디언보호구역에 강제이주시켜 자유를 빼앗은 것처럼, 유대인들을 게토라고 불리는 특정지역에 감금시킨 것이다. 이러한 감금정책은 많은 유대인들이 굶어죽거나 병들어 죽게 했다. 또 하나는 노란색의 다윗의 별을 반드시 달도록 한 것이다. 사람들의 눈에 띄게 하여 사회에서 격리시킨 것이다. 실례로 안네의 일기로 유명한 안네 프랑크는 은신처로 이동하는 과정을 적으면서, "네덜란드 사람들이 자신들을 가엾게 보았지만, 노란별을 단 우리를 그들은 도와주고 싶어도 돕지 못했다"라고 했다.

## 같이 보기
- 이스라엘의 국기
- 유대인 대학살